# The King's Doctor
The King's Doctor (en hangul, 마의; en hanja, 馬醫; romanización revisada, Maui), también conocida en español como El curador de caballos, es una serie de televisión histórica surcoreana emitida por MBC desde el 1 de octubre de 2012 hasta el 25 de marzo de 2013. Protagonizada por Jo Seung Woo y Lee Yo-won, la serie toma lugar en la era Joseon y se basa en la vida de Baek Kwang Hyun, un veterinario especialista en equinos que fue designado como médico del Rey Hyeonjong.
Fue dirigida por Lee Byung Hoon, quien es conocido anteriormente por su trabajo en Una joya en el palacio (2003) y por Choi Jung Gyu, quien anteriormente fue asistente de dirección en Dong Yi (2010). Con 50 episodios, The King's Doctor fue filmada en el Dae Jang Geum Park (anteriormente MBC Dramia) que está ubicado en la provincia de Gyeonggi y se desarrolló con la finalidad de conmemorar el 51° aniversario de Munhwa Broadcasting Corporation

## Argumento
En la era Joseon, Baek Kwang Hyun (Jo Seung-woo) es un veterinario de clase baja especializado en tratamiento de caballos que se eleva hasta convertirse en el médico real a cargo de la salud del rey.

## Reparto

### Personajes principales
- Jo Seung Woo como Baek Kwang Hyun.
- Lee Yo-won como Kang Ji Nyeong.
- Son Chang Min como Lee Myung Hwan.
- Yoo Sun como Jang In Joo.
- Lee Sang Woo como Lee Sung Ha.
- Lee Soon-jae como Ko Joo-man.
- Han Sang-jin como Rey Hyeonjong.[4]
- Kim So Eun como Princesa Sukhwi.
- Jo Bo Ah como Seo Eun Seo.

### Personajes secundarios
- Kim Chang Wan como Jung Sung Jo.
- Jeon No Min como Kang Do Joon.
- Choi Soo Rin como Joo In Ok.
- Kim Hye sun como Reina Inseon.
- Lee Hee Do como Choo Ki Bae.
- Maeng Sang Hoon como Oh Jang Bak.
- Ahn Sang Tae como Ja Bong.
- In Gyo-jin como Kwon Suk Chul.
- Jang Hee Woong como Yoon Tae Joo.
- Yoon Bong Gil como Park Dae Mang.
- Choi Beom Ho como Jo Jung Chul.
- Shin Gook como Shin Byung Ha.
- Ahn Yeo Jin como Sta. de la corte Kwak.
- Lee Kwan Hoon como Ma Do Heum.
- Lee Ga Hyun como Reina Myeongseong.
- Ju Jin Mo como Sa Am.
- Uhm Hyun Kyung como So Ka Young.
- Park Hyuk Kwon como Baek Seok-gu.
- Hwang Young-hee como Esposa de Baek Seok-gu.
- Yoon Hee Seok como Seo Doo Shik.
- Kim Young Lim como Jo Bi.
- Oh Eun Ho como Hong Mi Geum.
- Oh In Hye como Jung Mal Geum.
- Seo Beom Shik como Kang Jung Doo.
- Im Chae Won como Lee Myung Hwan.
- Na Sung Kyun como Park Byung Joo.
- Lee Sook como Choi Ga Bi.
- Heo Yi Seul como Park Eun Bi.
- Yoo In suk como Granjero.
- Han Choon il como Doctor en el establo real.
- Jeon Heon tae como Doctor en el establo real.
- Kim Ho young como Oh Kyu Tae.
- Na Jae Kyun como Do Seung Ji.
- So Hyang como Kyu Soo.
- Jung Dong Gyu como Shim Moon Kwan.
- Kim Tae Jong como Ji Pyung.
- Lee Jong Goo como Padrastro de Lee Myung Hwan.
- Oh Jung tae como Doo Mok.
- Kang Shin Jo como Guru Uigeumbu.
- Shin Joon Young como Byung ja.
- Kim Ik Tae como Oficial de Joseon.
- Choi Eun Seok como Oficial de Joseon.
- Ki Yeon Ho como Oficial de Joseon.
- Park Gi San como Oficial de Joseon.
- Song Yong Tae como Oficial de Joseon.

### Otros
Apariciones especiales
- Jung Gyu-woon como Príncipe heredero Sohyeon.[5]
- Kyung Soo-jin como Princesa heredera Minhoe del clan Kang.
- Sunwoo Jae Duk como Rey Injo.
- Choi Deok-moon como Rey Hyojong.
- Kwon Tae Won como Kim Ja Jeom.
- Jang Young-nam como Esposa de Do Joon y madre de Kwang Hyun.
- Seo Hyun Jin como Jo So Yeong.
- Jo Deok Hyun como Lee Hyung Ik.
- Song Min Hyung como Boo Tae Soo.
- Lee Hee Jin como Woo Hee.
- Im Byung Ki como Soo Bo.
- Yoon Jin Ho como Choi Hyun Wook.
- Park Young Ji como Hong Yoon Shik.
- Kang Han Byeol como Pequeño principe heredero.
- Jo Woo-jin.

## Recepción

### Audiencia
En azul la audiencia más baja y en rojo la más alta, correspondientes a las empresas medidoras TNms y AGB Nielsen.
| Episodio | Fecha original de emisión | Cuota de pantalla | Cuota de pantalla | Cuota de pantalla | Cuota de pantalla |
| Episodio | Fecha original de emisión | TNmS Ratings      | TNmS Ratings      | AGB Nielsen       | AGB Nielsen       |
| Episodio | Fecha original de emisión | Nacional          | Seúl              | Nacional          | Seúl              |
| -------- | ------------------------- | ----------------- | ----------------- | ----------------- | ----------------- |
| Esp.     | 1 de octubre de 2012      | 5.6 %             | 7.1 %             | 5.3 %             | 6.6 %             |
| 1        | 1 de octubre de 2012      | 10.0 %            | 11.7 %            | 8.7 %             | 9.1 %             |
| 2        | 2 de octubre de 2012      | 12.5 %            | 13.1 %            | 9.7 %             | 10.7 %            |
| 3        | 8 de octubre de 2012      | 5.9 %             | 6.9 %             | 6.6 %             | 7.7 %             |
| 4        | 9 de octubre de 2012      | 9.2 %             | 9.2 %             | 10.0 %            | 11.0 %            |
| 5        | 15 de octubre de 2012     | 11.7 %            | 13.4 %            | 10.4 %            | 12.1 %            |
| 6        | 16 de octubre de 2012     | 12.5 %            | 12.6 %            | 12.9 %            | 13.9 %            |
| 7        | 22 de octubre de 2012     | 15.0 %            | 16.1 %            | 14.3 %            | 15.6 %            |
| 8        | 23 de octubre de 2012     | 15.3 %            | 16.9 %            | 14.3 %            | 16.9 %            |
| 9        | 29 de octubre de 2012     | 13.1 %            | 14.8 %            | 13.4 %            | 15.2 %            |
| 10       | 30 de octubre de 2012     | 14.0 %            | 16.0 %            | 13.5 %            | 15.1 %            |
| 11       | 5 de noviembre de 2012    | 14.5 %            | 16.0 %            | 14.7 %            | 15.9 %            |
| 12       | 6 de noviembre de 2012    | 15.5 %            | 17.1 %            | 15.4 %            | 16.8 %            |
| 13       | 12 de noviembre de 2012   | 13.8 %            | 14.0 %            | 14.6 %            | 16.4 %            |
| 14       | 13 de noviembre de 2012   | 16.4 %            | 17.8 %            | 16.8 %            | 18.5 %            |
| 15       | 19 de noviembre de 2012   | 15.7 %            | 17.9 %            | 17.8 %            | 20.0 %            |
| 16       | 20 de noviembre de 2012   | 16.7 %            | 17.4 %            | 18.1 %            | 20.3 %            |
| 17       | 26 de noviembre de 2012   | 17.0 %            | 19.1 %            | 17.7 %            | 19.5 %            |
| 18       | 27 de noviembre de 2012   | 17.8 %            | 19.9 %            | 18.9 %            | 20.6 %            |
| 19       | 3 de diciembre de 2012    | 19.1 %            | 21.4 %            | 18.0 %            | 19.7 %            |
| 20       | 4 de diciembre de 2012    | 18.7 %            | 21.7 %            | 17.8 %            | 19.1 %            |
| 21       | 10 de diciembre de 2012   | 17.6 %            | 19.7 %            | 16.0 %            | 17.5 %            |
| 22       | 11 de diciembre de 2012   | 17.4 %            | 20.7 %            | 17.4 %            | 18.8 %            |
| 23       | 17 de diciembre de 2012   | 17.5 %            | 19.0 %            | 17.7 %            | 19.0 %            |
| 24       | 18 de diciembre de 2012   | 18.0 %            | 19.7 %            | 18.9 %            | 20.6 %            |
| 25       | 24 de diciembre de 2012   | 17.2 %            | 19.3 %            | 17.1 %            | 19.1 %            |
| 26       | 25 de diciembre de 2012   | 20.2 %            | 21.7 %            | 19.1 %            | 19.9 %            |
| 27       | 1 de enero de 2013        | 18.1 %            | 20.0 %            | 18.1 %            | 19.4 %            |
| 28       | 7 de enero de 2013        | 18.3 %            | 20.7 %            | 16.6 %            | 17.7 %            |
| 29       | 8 de enero de 2013        | 20.3 %            | 22.1 %            | 18.3 %            | 19.7 %            |
| 30       | 14 de enero de 2013       | 18.9 %            | 21.1 %            | 18.1 %            | 19.5 %            |
| 31       | 15 de enero de 2013       | 20.5 %            | 23.0 %            | 19.2 %            | 20.4 %            |
| 32       | 21 de enero de 2013       | 19.4 %            | 21.3 %            | 20.1 %            | 21.8 %            |
| 33       | 22 de enero de 2013       | 20.7 %            | 22.9 %            | 20.0 %            | 21.4 %            |
| 34       | 28 de enero de 2013       | 19.4 %            | 22.2 %            | 18.4 %            | 20.1 %            |
| 35       | 29 de enero de 2013       | 21.5 %            | 24.4 %            | 21.0 %            | 22.5 %            |
| 36       | 4 de febrero de 2013      | 22.8 %            | 24.8 %            | 22.4 %            | 24.2 %            |
| 37       | 5 de febrero de 2013      | 24.2 %            | 26.7 %            | 23.7 %            | 25.8 %            |
| 38       | 11 de febrero de 2013     | 20.8 %            | 24.1 %            | 19.3 %            | 20.7 %            |
| 39       | 12 de febrero de 2013     | 19.5 %            | 22.2 %            | 20.3 %            | 22.7 %            |
| 40       | 18 de febrero de 2013     | 21.2 %            | 24.1 %            | 19.4 %            | 21.4 %            |
| 41       | 19 de febrero de 2013     | 19.7 %            | 22.5 %            | 18.1 %            | 19.0 %            |
| 42       | 25 de febrero de 2013     | 20.6 %            | 23.3 %            | 19.6 %            | 22.0 %            |
| 43       | 26 de febrero de 2013     | 20.0 %            | 21.5 %            | 19.7 %            | 21.9 %            |
| 44       | 4 de marzo de 2013        | 18.4 %            | 20.6 %            | 18.4 %            | 20.6 %            |
| 45       | 5 de marzo de 2013        | 18.8 %            | 20.5 %            | 18.5 %            | 20.4 %            |
| 46       | 11 de marzo de 2013       | 19.6 %            | 21.7 %            | 18.8 %            | 20.6 %            |
| 47       | 12 de marzo de 2013       | 18.9 %            | 21.0 %            | 19.4 %            | 21.4 %            |
| 48       | 18 de marzo de 2013       | 18.0 %            | 20.5 %            | 18.8 %            | 20.9 %            |
| 49       | 19 de marzo de 2013       | 17.9 %            | 19.6 %            | 19.1 %            | 21.1 %            |
| 50       | 25 de marzo de 2013       | 17.2 %            | 18.4 %            | 17.8 %            | 20.2 %            |

## Emisión internacional
- Camboya: CTN (2013-2014).
- Filipinas: GMA Network (2015).
- Hong Kong: Entertainment Channel (2013).[8]
- Indonesia: Indosiar (2014).
- Japón: NHK G (2013).[9]
- Mongolia: Channel 25 (2013).
- Singapur: VV Drama (2014).
- Sri Lanka: Rupavahini (2013).
- Taiwán: GTV (2013).[10]
- Vietnam: SCTV Phim tổng hợp (2013).